# Estación Rosario (Compañía General)
Rosario era la estación terminal del Ramal G del Ferrocarril Belgrano, ubicada en la ciudad de Rosario, en la provincia de Santa Fe, Argentina.

## Ubicación e Infraestructura
La estación, de estilo francés, contaba con tres andenes y aleros a ambos lados del edificio. Además, en el predio se construyeron galpones de carga y una playa de maniobras.
La estación de pasajeros se edificó sobre el predio ubicado en Avenida San Martín, entre calles Virasoro y Rueda. Prestó servicio de pasajeros y cargas hasta 1949, y desde 1950 en sus instalaciones funciona la Gendarmería Nacional.